# Shadows (film, 1959)
Pour les articles homonymes, voir Shadow.
Pour plus de détails, voir Fiche technique et Distribution.
Shadows est une docufiction américaine, le premier film réalisé par John Cassavetes, sorti en 1959 aux États-Unis et en 1961 en France. Il sera suivi de La Ballade des sans-espoir (Too Late Blues).

## Synopsis
Se déroulant à la fin des années cinquante, le film s'ouvre dans un bar, où des garçons tentent de trouver des filles pour la nuit. Benny, au caractère un peu difficile et sensible sur son identité afro-américaine, a besoin d'argent qu'il demande à son frère Hugh plus métis. Benny est un jeune homme révolté, qui tente de jouer de la trompette, mais erre surtout de bar en bar à travers les rues de Greenwich Village et de Broadway — mais aussi au MOMA — avec ses amis Dennis et Tom, tout en acceptant des compromis avec son art pour vivre.
Poussé par son imprésario Rupert, Hugh essaye de faire carrière comme chanteur de jazz. Quant à leur sœur de 20 ans, Lelia, un peu plus blanche que ses deux frères afro-américains, elle veut être écrivaine. Ils partagent le même petit appartement. Lelia fréquente David, un intellectuel new-yorkais.
Au cours d'une party, Lelia rencontre un blanc, Tony, avec qui elle fait l'amour pour la première fois. Mais Tony réagit mal lorsqu'il rencontre Hugh, le frère noir de Lelia, et réalise ainsi les origines insoupçonnées de sa jolie conquête ; il se fait alors chasser par Hugh. Ensuite, Lelia rencontre un homme afro-américain convenable, tandis que Hugh continue ses tournées. Quant à Benny et ses amis, ils se font rosser par des hommes jaloux dont ils ont tenté de séduire les femmes. Le film s'achève sur cette vie incertaine qui continue.

## Fiche technique
- Titre : Shadows
- Titre original : Shadows
- Réalisation : John Cassavetes
- Scénario : John Cassavetes
- Production : Maurice McEndree, Nikos Papatakis et Seymour Cassel
- Musique : Shafi Hadi et Charles Mingus
- Photographie : Erich Kollmar
- Montage : John Cassavetes et Maurice McEndree
- Pays d'origine : États-Unis
- Langue : anglais
- Format : Noir et blanc - 1,85:1 - Mono - 16 mm
- Genre : Drame
- Durée : 60 minutes (version 16 mm, 1958), 87 minutes (version gonflée en 35 mm, 1959)
- Date de sortie : avril 1961 (France)

## Distribution
- Ben Carruthers : Ben
- Lelia Goldoni : Lelia
- Hugh Hurd (en) : Hugh
- Anthony Ray : Tony
- Dennis Sallas : Dennis
- Tom Reese : Tom
- David Pokitillow : David
- Rupert Crosse : Rupert
- Davey Jones : Davey
- Pir Marini : Pir, le pianiste
- Victoria Vargas : Vickie
- Jack Ackerman : Jack, le directeur du studio de danse
- Jacqueline Walcott : Jacqueline
- Lynn Hamilton : Une fille à la fête

## Commentaires
Un des intérêts majeurs de ce premier film de John Cassavetes réside dans la captation cinématographique du  travail d'improvisation des acteurs et dans la musique, elle aussi improvisée largement, de Charles Mingus et des solos de saxophone de Shafi Hadi.

## Contexte, tournage et accueil du film
L'article d'Odon Abbal, « Cassavetes en son temps - Shadows » (voir bibliographie), fait le point sur l'accueil critique du film aux États-Unis et en France.

## Distinctions
- 1960. Grand Prix de la Critique (Prix Pasinetti) au Festival de Venise.
- 1961: BAFTA Award pour John Cassavetes, nommé pour le meilleur film.
- 1961: BAFTA Award pour Lelia Goldoni, nommée pour le prix de la meilleure actrice.
- 1961: BAFTA Award pour Anthony Ray (le fils de Nicholas Ray), nommé pour le prix du meilleur acteur.
- 1961: BAFTA Award pour John Cassavetes.
- En 1993 il a été choisi pour la conservation par le National Film Registry de la Bibliothèque du Congrès des États-Unis, comme étant « culturellement, historiquement, ou esthétiquement significatif ».

#### Ouvrages
- Odon Abbal : « Cassavetes en son temps. Shadows », in Regards sur Cassavetes, Supplément d'âme, hors série n° 1, [s. d.][1].
- Nicole Brenez :  Shadows de John Cassavetes, étude critique, Nathan Université, 1995.
- Maurice Darmon : Pour John Cassavetes, Le Temps qu'il fait, 2011.
- Gilles Mouëllic : Jazz et cinéma, Les Cahiers du cinéma / Essais, 2000  (ISBN 2-86642-260-0) : quatre chapitres consacrés à "Shadows".
- François Niney : L'épreuve du réel à l'écran: essai sur le principe de réalité documentaire, p. 164 sur Shadows, dans un chapitre (p. 146-166) « Les fictions du réel selon Wiseman, Rouch, Cassavetes », Bruxelles, De Boeck Université, 2000.
- Claude Ollier : Shadows, NRF, août 1961, réédition in Souvenirs-écran, Cahiers du Cinéma / Gallimard, 1981.

#### Revues
- Cahiers du cinéma
  - 108. Jonas Mekas : Le nouveau cinéma américain, juin 1960.
  - 112. Georges Sadoul : Shadows, octobre 1960.
  - 119. Louis Marcorelles :  L’Expérience Shadows suivi de Derrière la caméra, entretien avec John Cassavetes, mai 1961.
  - 453. Camille Nevers :«  Cassavetes :  Shadows and Faces », mars 1992.
  - 457. Thierry Jousse : Entretien avec Gena Rowlands, juin 1992.

- Cinéma
  - 57. Michel Mardore : Shadows, juin 1961.
  - John Cassavetes : À propos de Shadows, juillet 1961.

- Image et son / La Revue du Cinéma
  - Saison 60. Georges Sadoul : Fiche Saison cinématographique, octobre 1960.
  - 144. Raymond Lefèvre : Shadows, octobre 1961.
  - Saison 61. Raymond Lefèvre : Fiche Saison cinématographique, octobre 1960.

- Positif
  - 36. Roger Tailleur et Louis Seguin : Shadows, (Venise, 1960), novembre 1960.
  - 377. Sylvain Mathon :  Shadows, juin 1992.
  - 431. Christian Viviani : Shadows de Nicole Brenez / John Cassavetes : Sur la réalisation / Marie Chéné: Au plus proche, janvier 1997.